# Halenia rusbyi
Halenia rusbyi är en gentianaväxtart som beskrevs av Ernest Friedrich Gilg. Halenia rusbyi ingår i släktet Halenia och familjen gentianaväxter. Inga underarter finns listade i Catalogue of Life.